# Gabriela Sedláčková
Gabriela Sedláčková (* 30. ledna 1985 Olomouc) je česká podnikatelka, moderátorka a pravicová politička.

## Život
Narodila se v lednu 1985 v Olomouci, vyrůstala ve vesnici Kožušany-Tážaly na Moravě. Maturitu složila v roce 2004 v Třebechovicích pod Orebem na Gymnáziu a odborné hotelové škole, v roce 2005 se přestěhovala do Prahy, konkrétně na Žižkov. Poté studovala na Pedagogické fakultě Univerzity Palackého, nicméně kvůli svému zaměstnání studium nedokončila, tou dobou totiž pracovala ve společnosti Seznam.cz jako lektorka měkkých dovedností a reklamy. V roce 2010 začala podnikat, když založila vzdělávací společnost Soft Education a eventovou agenturu Elegance in detail, v roce 2011 se stala ambasadorkou projektu Život nápadům a řadu let byla dobrovolnicí společnosti Celé Česko čte dětem, kde působila jako koordinátorka pro Prahu a Olomoucký kraj. Za svou dobrovolnickou činnosti obdržela několik ocenění.
V letech 2013 až 2016 byla vedoucím vzdělávacího oddělení ve společnosti NEWTON Media, kromě toho byla také tiskovou mluvčí a copywriterka v Nadačním fondu pomoci podnikatele Karla Janečka. Později se stala tiskovou mluvčí společnosti Czech Hallyu Wave. V roce 2015 spoluotevřela na pražském Žižkově bar zvaný Behind the Curtain. Studovala na Liberálně-konzervativní akademii CEVRO Institutu. Na začátku roku 2021 začala působit ve Společnosti pro obranu svobody projevu, ve které se angažuje mimo jiné Daniel Vávra. Na začátku roku 2022 se navíc podílela na založení televize VOX TV a posléze se stala její moderátorkou a ředitelkou publicistiky. Na VOX TV moderuje, krom jiných pořadů, pořad Po žních k Turkovi s europoslancem Filipem Turkem.
Ve volném čase se věnuje literatuře, bojovým sportům či publicistice. Má partnera a dva sourozence.

### Politické působení
V září 2020 se stala členkou Konzervativní strany (KONS), posléze začala působit také její tisková mluvčí. Ve sněmovních volbách v roce 2021 kandidovala na 2. místě kandidátní listiny Koruny České jako členka KONS. Získala 41 preferenčních hlasů a nebyla zvolena (kandidátní listina získala jen 0,16 % hlasů). V komunálních volbách v roce 2022 kandidovala jako členka KONS na kandidátní listině subjektu Strana soukromníků ČR, Koruna Česká (monarch. strana Čech, Moravy a Slezska), Konzervat. strana, Klub angaž. nestraníků na funkci zastupitelky Prahy, ale nebyla zvolena (uskupení získalo 0,22 % hlasů). Zároveň kandidovala na 3. místě kandidátní listiny subjektu PATRIOTI PRO PRAHU 3 do zastupitelstva městské části Praha 3. Nebyla zvolena, ale stala se druhou náhradnicí. Je členkou kulturní komise na Praze 3. Z Konzervativní strany vystoupila v roce 2024.
Ve sněmovních volbách v roce 2025 je lídryní kandidátní listiny Motoristů sobě v Olomouckém kraji.
Sedláčková působí jako tisková mluvčí a asistentka  politika Filipa Turka.